# Nowosady (rejon brzeski)
Nowosady (biał. Навасады; ros. Новосады) – wieś na Białorusi, w obwodzie brzeskim, w rejonie brzeskim, w sielsowiecie Domaczewo.
W dwudziestoleciu międzywojennym leżały w Polsce, w województwie poleskim, w powiecie brzeskim, w gminie Ołtusz. Po II wojnie światowej w granicach Związku Sowieckiego. Od 1991 w niepodległej Białorusi.